# Tequeño
Le tequeño, également appelé dedito de queso ou dedito,  est une mise en bouche vénézuélienne typique. Il est à base de fromage blanc dur présenté sous la forme de bâtonnets entourés d'une bande de pâte de blé, puis frits. Le nom tequeño vient de la ville de Los Teques, lieu d'origine de ce hors-d'œuvre, selon la conception populaire.
Le tequeño est très apprécié par les touristes. Il est régulièrement utilisé dans des sandwichs à Mérida (ville espagnole).
Grâce à la diaspora vénézuélienne, les tequeños sont devenus très populaires dans d'autres régions d'Amérique latine en raison de leur facilité d'utilisation. Ils sont également devenus de plus en plus populaires en Espagne.